# Erydit Rysha
Erydit Rysha (* 1. Mai 1998) ist ein kosovarischer Leichtathlet, der im Hoch-, Drei- und Weitsprung an den Start geht.

## Sportliche Laufbahn
Erste internationale Erfahrungen sammelte Erydit Rysha im Jahr 2018, als er bei den Balkan-Hallenmeisterschaften in Istanbul im Weitsprung mit 6,23 m den zehnten Platz belegte, wie auch bei den Balkan-Hallenmeisterschaften ebendort im Jahr darauf mit einer Weite von 6,79 m, was zugleich einen neuen kosovarischen Hallenrekord darstellte. 2021 wurde er bei den Balkan-Hallenmeisterschaften in Istanbul mit 6,14 m Elfter.

## Persönliche Bestleistungen
- Hochsprung: 1,96 m, 29. Mai 2016 in Bar (kosovarischer Rekord)
  - Hochsprung (Halle): 1,85 m, 27. Februar 2016 in Istanbul (kosovarischer Rekord)
- Weitsprung: 6,97 m, 28. Januar 2021 in Elbasan (kosovarischer Rekord)
  - Weitsprung (Halle): 6,79 m, 16. Februar 2019 in Istanbul (kosovarischer Rekord)